# Mireille Bekooij
Mireille Chantal Bekooij-Bosch (Utrecht, 31 augustus 1947) is een Nederlands televisiepresentatrice.
In 1963 begon Mireille bij Minjon op de radio, waarna ze bij de AVRO verschillende programma's presenteerde. In 1967 begon Bekooij, direct na de middelbare school, bij de TROS als radio-omroepster. Ze werd bij het grote publiek vanaf 1979 bekend door de TROS consumentenrubriek Kieskeurig. Dit programma presenteerde ze oorspronkelijk samen met Hein van Nievelt en sinds 1980 met Wim Bosboom. Ook vormde ze samen met hem van 13 september 1983 tot het midden van de jaren tachtig een presentatieduo in het radioprogramma TROS Nieuwsshow. Felix Huizinga volgde Bosboom op. 
Hoewel ze in de eerste maanden van 1994 nog te zien was in de actualiteitenrubriek 2 Vandaag, stapte ze in april 1994 over naar RTL 4 om met Hans van Willigenburg het nieuwe ochtendprogramma Koffietijd! te gaan presenteren. Ook presenteerde ze Koken met Sterren, een kookprogramma waarin chef-kok Cas Spijkers met bekende Nederlanders gerechten bereidde. Vanaf 2004 presenteerde ze Tros Triviant. Op 3 september 2006 presenteerde Mireille samen met Hans van Willigenburg nog eenmaal  Koffietijd! voor het goede doel in het kader van 'Mensen in Nood'.